# Junta Revolucionaria (Argentina)

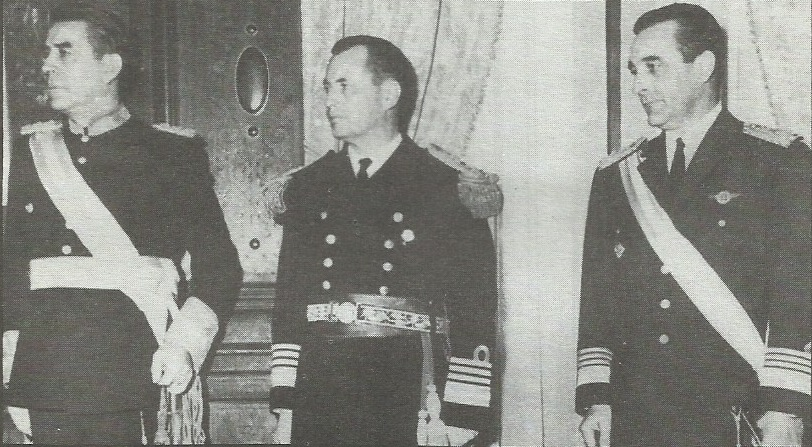
Los militares Pascual Pistarini, Benigno Ignacio Varela y Adolfo Álvarez.

La Junta Revolucionaria fue una junta militar constituida por los tres comandantes de las Fuerzas Armadas argentinas el 28 de junio de 1966, luego de haber derrocado al presidente constitucional de Argentina Arturo Umberto Illia. La Junta gobernó el país durante el día previo a la jura de Juan Carlos Onganía, el presidente designado de facto que inició la dictadura autodenominada «Revolución Argentina».

## Historia

### Preliminares
Arturo Umberto Illia había sido elegido en las elecciones presidenciales de 1963 representando a la Unión Cívica Radical del Pueblo (UCRP). Según el historiador argentino Luis Alberto Romero, los golpistas preparaban su objetivo desde ese mismo año.

### Golpe de Estado
La Junta Revolucionaria —tal y cómo se autodenominó— fue constituida el 28 de junio de 1966 por los comandantes del Ejército Pascual Pistarini, de la Armada Benigno Ignacio Varela y de la Fuerza Aérea Adolfo Álvarez. Ese día, la Junta destituyó:
- al presidente Arturo Umberto Illia;
- al vicepresidente Carlos Humberto Perette;
- a los gobernadores y vicegobernadores de todas las provincias y territorios nacionales.
- al Congreso de la Nación Argentina y las legislaturas provinciales;
- a los miembros de la Corte Suprema de Justicia de la Nación Argentina;
- y al procurador general de la Nación;

También, dispuso la disolución todos los partidos políticos del país.
Luego, introdujo el Estatuto de la Revolución Argentina, de diez artículos. Dicho estatuto impuso la designación del militar retirado Juan Carlos Onganía como titular del Poder Ejecutivo Nacional con el título de presidente de la Nación Argentina. Este presidente recibía todas facultades legislativas conferidas por la Constitución argentina al Congreso, excepto por aquellas que prevén el proceso de destitución contra los tribunales.
Una vez que Onganía juró como presidente, el 29 de junio de 1966, la Junta se disolvió.